# 巴布亞似鯔銀漢魚
巴布亞似鯔銀漢魚（學名：Pseudomugil majusculus）為輻鰭魚綱銀漢魚目似鯔銀漢魚科的其中一種，分布於巴布亞紐幾內亞半淡鹹水、淡水流域，體長可達5公分，為熱帶淡水魚，棲息在底中層水域，生活習性不明。

## 擴展閱讀
維基物種上的相關：巴布亞似鯔銀漢魚